# Allogymnopleurus spilotus
Allogymnopleurus spilotus là một loài bọ cánh cứng trong họ Bọ hung (Scarabaeidae).